# Alison Peek
Alison Louise Peek (Adelaide, 12 oktober 1969) is een Australisch hockeyster. 
In 1994 en 1998 werd Peek met de Australische ploeg de wereldtitel.
Peek werd in 2000 in eigen land olympisch kampioen.
Peek speelde 222 interlands en maakte daarin 6 doelpunten. 

## Erelijst
- 1989 –  Champions Trophy in Frankfurt
- 1990 –  Wereldkampioenschap in Sydney
- 1991 –  Champions Trophy in Berlijn
- 1992 – 5e Olympische Spelen in Barcelona
- 1993 –  Champions Trophy in Amstelveen
- 1994 –  Wereldkampioenschap in Dublin
- 1995 –  Champions Trophy in Mar del Plata
- 1998 –  Wereldkampioenschap in Utrecht
- 1999 –  Champions Trophy in Brisbane
- 2000 –  Champions Trophy in Amstelveen
- 2000 –  Olympische Spelen in Sydney